# 도나우 증기선 전기 사업 주요 공장 공사 부문 하급 관리 조합
도나우 증기선 전기 사업 주요 공장 공사 부문 하급 관리 조합(독일어: Donaudampfschiffahrtselektrizitätenhauptbetriebswerkbauunterbeamtengesellschaft 도나우잠프시프파르트스엘렉트리치테텐하웁트베트립스베르크바우운터베암텐게젤샤프트[*] 듣기 (도움말·정보))은 오스트리아 정부가 다뉴브강에서 선박 이용을 편리하게 하기 위해 만든 도나우 스팀보트 해운 회사(DDSG)의 기반 중 하나이다. 총 79자로 된 단어로, 1996년 버전의 기네스북에 따르면 독일어로 된 가장 긴 단어이다. 게다가 1996년에 개정되어 2005년부터 완전히 적용된, 독일어권 전체 대상의 새로운 맞춤법에서는 Schiffahrt이 Schifffahrt로 f가 한 개 증가했지만, 이 단어는 역사상의 고유 명사이기 때문에 변경되지 않았다.

## 구성
이러한 긴 단어가 탄생할 수 있었던 이유는, 마치 한자어처럼 단어와 단어를 붙여씀으로써 합성어를 자유자재로 만들 수 있는 독일어의 특성 때문이다. 이 단어는 다음과 같이 구성된다.
| Donau  | dampf | schifffahrt | s        | elektrizitäten | haupt | betriebswerk | bau  | unter  | beamten | gesellschaft |
| 다뉴브 | 증기  | 운항        | (삽간사) | 전력           | 주요  | 공장         | 건설 | 하급의 | 관료의  | 단체         |

## 같이 보기
- 쇠고기와 가축 백신 및 라벨의 감시 의무의 양도에 대한 법률 - 역시 독일어로 긴 단어.
- 긴 낱말